# Peterkoué
Peterkoué est une commune située dans le département de Lankoué de la province du Sourou au Burkina Faso.

## Économie
Les activités principales sont l'agriculture et l'élevage.